# Jens Lehmann
Jens Lehmann (n. 10 noiembrie 1969, Essen) a fost un fotbalist german care a jucat pe postul de portar în Premier League și în Bundesliga.

## Palmares individual
- Portarul sezonului 1996–97 și 2005-06
- Echipa All-stars World Cup : 2006

## Echipa națională
| Anul  | Apariții | Goluri |
| ----- | -------- | ------ |
| 1998  | 2        | 0      |
| 1999  | 8        | 0      |
| 2000  | 2        | 0      |
| 2001  | 1        | 0      |
| 2002  | 3        | 0      |
| 2003  | 0        | 0      |
| 2004  | 5        | 0      |
| 2005  | 7        | 0      |
| 2006  | 14       | 0      |
| 2007  | 9        | 0      |
| 2008  | 10       | 0      |
| Total | 61       | 0      |